# Галени
Га́лени (латыш. Galēni) — населённый пункт в Прейльском крае Латвии. Административный центр Галенской волости. Находится у региональной автодороги P58 (Виляны — Прейли — Шпоги). Расстояние до города Прейли составляет около 25 км.
По данным на 2018 год, в населённом пункте проживало 282 человека. Есть волостная администрация, начальная школа, дом культуры, библиотека, католическая церковь.

## История
Впервые упоминается в 1384 году. Ранее село являлось центром поместья Галени (Голан).
В советское время населённый пункт носил название Галены и был центром Галенского сельсовета Прейльского района. В селе располагалась центральная усадьба колхоза им. Горького.